# Dumb and Dumber
Dumb and Dumber (en Argentina, Chile, Paraguay y Uruguay: Tonto y Retonto, en Colombia y Venezuela: Tontos y más tontos, en Perú: El tonto y el más tonto, en el resto de Hispanoamérica: Una pareja de idiotas y en España: Dos tontos muy tontos) es una película de comedia estadounidense de 1994. Fue dirigida por Bobby y Peter Farrelly, quienes escribieron el guion junto a su amigo Bennett Yellin, y tiene por protagonistas a Jim Carrey y a Jeff Daniels.
En el 2003 se rodó una precuela dirigida por Troy Miller titulada Dumb and Dumberer: When Harry Met Lloyd, y en 2014 una secuela, dirigida nuevamente por los hermanos Farrelly, con el título Dumb and Dumber To.

## Argumento
Lloyd Christmas (Jim Carrey) es un ingenuo conductor de limusinas residente de Providence, Rhode Island, que se encapricha con su acompañante, Mary Swanson (Lauren Holly), cuando él la lleva al aeropuerto. Mary se dirigía a casa de su familia en Aspen, Colorado, pero deja un maletín en el aeropuerto. Lloyd, recupera el maletín antes de que un par de matones lleguen. Sin embargo, el avión con destino a Aspen ya había partido y Lloyd no es capaz de alcanzar a Mary a tiempo, y termina cayendo por la pasarela de acceso.
Harry Dunne (Jeff Daniels), compañero de cuarto de Lloyd, está en el negocio del aseo de mascotas y está a punto de abrir su local de venta de mascotas y lombricultura llamada "Tengo gusanos". Recientemente ha gastado sus ahorros en convertir su camioneta, una Ford Econoline del año 1984, en forma de perro. Cuando Harry debe entregar unos perros para una presentación, este lo hace tarde y debido a las sacudidas daba la camioneta, terminaron despeinados y sucios. Como consecuencia, Lloyd y Harry rápidamente son despedidos y pierden sus empleos debido a los accidentes evitables anteriormente mencionados, y los dos están angustiados por su situación. Pensando que Lloyd es un "profesional" contratado por los Swansons, o tal vez un agente del FBI, los matones deciden vengarse de Lloyd y Harry. Poco después de regresar a casa, Lloyd y Harry están alarmados porque los matones están en su puerta, uno de ellos armado. Considerando que son los cobradores de deudas, los dos escapan por su ventana trasera con el maletín. Mientras que la pareja está en busca de nuevos puestos de trabajo, sin éxito alguno, mientras los matones desvalijan el apartamento y decapitan al periquito de Harry. Después de su regreso a casa, Lloyd, que había sido robado por "una dulce viejita en una silla motorizada," convence a Harry de que deben abandonar sus revueltas vidas en Providence y escapar hasta Aspen para devolver el maletín a Mary. Los matones los siguen a Aspen.
En su camino a Aspen, Lloyd y Harry tienen varias desventuras. Recogen a uno de los matones, 'Joe' Mentalino (Mike Starr), que dice que su coche se averió, y la cómplice (Karen Duffy) los sigue. Cuando el trío para en un restaurante para almorzar, Lloyd y Harry le hacen una broma a Joe al poner pimientos picantes en su hamburguesa, sin darse cuenta de que padecía de una úlcera. Cuando Mentalizo logra reaccionar de manera adversa, lo matan accidentalmente con  veneno para ratas (que planeaba usar en ellos) después de confundirlo con su medicamento. Más tarde, Lloyd accidentalmente toma un giro equivocado que los conduce a Nebraska en lugar de Colorado. Casi sin gasolina ni dinero, Harry, furioso por el error de Lloyd, comienza a caminar a casa, pero Lloyd cambia la camioneta por un scooter pequeño y alcanza a Harry y ambos llegan a Aspen en el pequeño vehículo.
Incapaz de recordar el apellido de Mary, o localizar en la guía su teléfono, los dos pasan una noche fría en un parque. Harry, al descubrir que Lloyd lleva puestos otro par de guantes sobre los suyos, se enfurece y terminan en una riña, y en el proceso accidentalmente el maletín se cae y se abre, descubriendo que el maletín está lleno de una gran suma de dinero en efectivo, dinero del rescate que Mary había dejado en la terminal del aeropuerto a cambio de su marido secuestrado, Bobby, sin el conocimiento de Lloyd. Inicialmente Los dos deciden gastarlo para conseguir alojamiento razonable pero al final terminan gastando todo 'irresponsablemente' y terminan vacacionando de forma extravagante: se alojan en una suite de lujo, compran un Lamborghini Diablo y compran ropas caras, zapatos: esmoquíns y ropas de colores chillones (azul celeste para Harry, mandarina para Lloyd) con sombrero de copa y bastones, los cuales llevan vestidos para asistir a una gala que Mary y su familia había organizado. Allí, Harry, tratando de atraer a Mary hacia Lloyd, acepta a regañadientes ir a esquiar con ella al día siguiente y le miente a Lloyd diciéndole que le consiguió una cita. Lloyd trata de utilizar el dinero para atraer a Mary antes de revelar que tiene el maletín, pero Mary se acaba haciendo amiga de Harry, cuya estupidez confunde con humor intencional. Mientras tanto, Lloyd se queda esperando todo el día en el bar a Mary para la cita como le había dicho Harry, pero esta no aparece, y al día siguiente descubre que Harry le había mentido al descubrir su amistad con ella. Esto provoca que la amistad de Lloyd y Harry se deteriore por Mary. Lloyd toma represalias haciéndole una broma pesada a Harry al ofrecerle hacer un brindis de buenos amigos y en su café agrega una gran dosis de "turbolaxante" provocando que Harry defecara brutalmente en el inodoro descompuesto de la casa de Mary. 
Lloyd llega a la casa de Mary para decirle que le trajo el maletín de regreso. Cuando Lloyd y Mary llegan al hotel, le muestra el maletín y le confiesa su amor después de una lucha inicial, sin embargo, ella lo rechaza debido a que ya está casada. Finalmente, los dos se encuentran con el hombre detrás del complot del secuestro, Nicolás André, un acaudalado residente de Aspen quien es confidente de mucho tiempo de la familia Swanson, que retiene a los tres en la habitación de hotel a punta de pistola. Cuando Lloyd revela que todo el dinero ha desaparecido, reemplazado por pagarés, el secuestrador enfurece y casi mata a la pareja. El FBI intercede y Mary se reúne con su marido, para consternación de Lloyd, que ni siquiera sabía que Mary estaba casada. Lloyd tiene una visión de sí mismo asesinando al marido de Mary, pero es interrumpida cuando le presenta a su marido.
Sin dinero, los dos comienzan a caminar hacia casa, después de que todos los lujos que habían comprado en Aspen, entre ellos el automóvil, fueran confiscados por la policía y que su scooter, el pequeño vehículo con el que llegaron al pueblo, se averiara. En el camino, un ómnibus lleno de mujeres modelos que participarán en el Hawaian Tropic Bikini les ofrecen la oportunidad de ser sus guías, pero debido a su estupidez no captan el ofrecimiento y les indican un pueblo cercano dónde buscar. A continuación, caminan juntos, diciéndose uno al otro cómo otros dos afortunados tendrán una gira por todo el país con las chicas del ómnibus. Lloyd y Harry aseguran que "algún día tendremos esa suerte también, simplemente tenemos que mantener los ojos abiertos" para después seguir su largo trayecto a pie hacia Providence.

## Personajes
- Lloyd Christmas (Jim Carrey) es un hombre letrado y travieso que ha sido despedido de varios puestos de trabajo debido a su falta de inteligencia y  de voluntad para trabajar "40 horas a la semana", es conductor de limusina. El melodramático se enamora de Mary, sin saber que está casada, mientras la lleva hasta el aeropuerto, y se convence de que está destinado a seguirla, devolviéndole su maletín, y pasar su futuro junto a ella. Él y Harry son los personajes principales.

- Harry Dunne (Jeff Daniels) es ex-criador de perros y un peluquero independiente, y el mejor amigo de Lloyd. Lo que le falta es sentido común, se compensa por ser un lingüista superior a Lloyd. Con Lloyd planea abrir su propia tienda de mascotas y especializarse en la venta de lombricultura, la tienda tentativamente se llamará "Tengo gusanos".

- Mary Swanson (Lauren Holly) es una mujer, cuyo atractivo marido Bobby ha sido secuestrado, por un amigo de la familia (revelado al final). Ella es el objeto de deseo de Lloyd, y cuando Harry se encuentra con ella, ella también se convierte en el objeto de deseo de Harry.

- Nicholas Andre (Charles Rocket) es el antagonista principal de la película. El polo opuesto de Lloyd y Harry, Nicolas Andre es rico, guapo, inteligente y de clase superior de los residentes de Aspen, Colorado, que goza de buen vivir. Andre ha sido amigo, desde hace mucho tiempo de la familia igualmente rica de Aspen, los Swansons, pero Andre está detrás del complot para secuestrar a Bobby Swanson y la demanda de un rescate a través de terceros. Su brillante plan es, sin saberlo, frustrado por Lloyd y Harry después de encontrar y gastar el dinero del rescate, llamando la atención del FBI. Después de intentar matar a Lloyd y Harry, Andre es arrestado.

- Bobby Swanson (Brad Lockerman) es la víctima del secuestro, por parte de André. Él está en cautiverio durante la película, excepto al final, cuando es liberado. Él es el esposo de Mary Swanson.

- Joe 'Mental' Mentalino (Mike Starr), también conocido como "El Hombre del Gas", es un hombre alto, fornido, frío de corazón que trabaja como hombre de confianza de Nicholas Andre, el secuestrador. Él sufre de graves problemas digestivos, incluyendo úlceras y gases intestinales, por lo que está continuamente ingiriendo pastillas contra la acidez por prescripción médica. Él intenta matar a Lloyd y a Harry, así como recuperar el maletín, pero es envenenado accidentalmente, cuando los comprimidos que toma, tienen veneno para ratas (con el que tenía la intención de envenenar a Lloyd y Harry) al confundirse con sus pastillas (que Harry y Lloyd intentan darle de comer después de haber cargado una hamburguesa con chili peppers muy picantes). No soporta la estupidez de Lloyd y Harry.

- JP Shay (Karen Duffy) es la cómplice de Joe "Mental". Ella aparece como amiga de Andre en la conferencia de rescate a la fauna silvestre. Ella es detenida con Nicolas Andre por el FBI al final de la película.

- Beth Jordan (Victoria Rowell) es una agente del FBI disfrazada como una mujer joven locuaz que está viajando a Aspen para alejarse de su novio torpe. Ella en realidad sigue a Lloyd y Harry, porque está investigando el secuestro del marido de Mary y sabe que tienen el dinero del rescate. Ella se hace amiga de Lloyd en un bar y espera reunirse con Mary, después de haber cumplido anteriormente con Harry, ya que ambos reponen gasolina en su vehículo en una estación de servicio.

- Sea Bass (Cam Neely) es un camionero que escupe en la hamburguesa de Harry después de que Harry accidentalmente lo golpee con un salero en un restaurante de carretera, y más tarde sea noqueado por Harry otra vez, en un intento de asalto a Lloyd (visto como un asalto sexual) en un baño de parada de camiones. Escaparon del restaurante luego de que Lloyd le ofreciera una ronda de cervezas, máscara del plan, que era que pagarán la comida de ellos. Moby Dick fue interpretado por el jugador de hockey Cam Neely, quien también tuvo un breve cameo en una de las últimas películas de Jim Carrey, Me, Myself and Irene, otra vez como Sea Bass.

- Anna Åberg (Anna Anka)

## Elenco y doblaje
| Personaje               | Actor           | Doblador (Hispanoamérica) | Doblador (España)     |
| ----------------------- | --------------- | ------------------------- | --------------------- |
| Lloyd Christmas         | Jim Carrey      | Salvador Delgado          | Luis Posada           |
| Harry "Har" Dunne       | Jeff Daniels    | Martín Soto               | Jordi Brau            |
| Mary Swanson            | Lauren Holly    | Laura Torres              | María Jesús Lleonart  |
| Joe 'Mental' Mentaliano | Mike Starr      | Paco Mauri                | Camilo García         |
| J.P. Shay               | Karen Duffy     | Dulce Guerrero            | María del Mar Tamarit |
| Nicolas "Nick" Andre    | Charles Rocket  | Roberto Molina            | Armando Carreras      |
| Oficial Beth Jordan     | Victoria Rowell | Pilar Escandón            | Concha García Valero  |

## Recepción
Rotten Tomatoes reporta que el 67% de 52 críticos le dio a la película una reseña positiva; con un índice de audiencia promedio de 5.9 sobre 10. El consenso del sitio indica: "Es una comedia implacablemente estúpida elevada por sus actores principales: Jim Carrey y Jeff Daniels". En Metacritic tiene una puntuación de 41 sobre 100 basada en reseñas de 14 críticos. Con el paso de los años, Dumb and Dumber se ha convertido en una película de culto.